# 바그너저빌
바그너저빌(Gerbillus dasyurus)은 황무지쥐아과에 속하는 설치류의 일종이다. 나일강 삼각주 지역과 시나이반도, 시리아, 이라크, 아라비아 반도에 주로 분포한다. 거친털꼬리저빌 또는 와디호프저빌로도 알려져 있다. 독거 생활과 야행성 생활을 하며, 땅을 파는 포유류이다.